# Ray Tomlinson (koszykarz)
Raymond John „Ray” Tomlinson (ur. 19 lutego 1948 w Melbourne) – australijski koszykarz, olimpijczyk.
Reprezentował Australię w koszykówce na Letnich Igrzyskach Olimpijskich 1972, które odbyły się w Monachium, zajmując 9. miejsce oraz na Letnich Igrzyskach Olimpijskich 1976 w Montrealu, gdzie zajął 8. miejsce.